# Vanadium(IV)-fluorid
Vanadium(IV)-fluorid ist eine chemische Verbindung der Elemente Vanadium und Fluor. Es ist ein hellgrüner, hygroskopischer Feststoff, der sich bei 325 °C zersetzt.

## Geschichte
Vanadiumtetrafluorid wurde 1911 erstmals von Otto Ruff und Herbert Lickfett beschrieben.

## Gewinnung und Darstellung
Vanadium(IV)-fluorid kann gewonnen werden, indem man Flusssäure bei niedrigen Temperaturen auf Vanadiumtetrachlorid einwirken lässt.
{\displaystyle \mathrm {VCl_{4}+4\ HF\longrightarrow VF_{4}+4\ HCl} }
Vanadium(IV)-chlorid und Flusssäure reagieren zu Vanadium(IV)-fluorid.

## Eigenschaften

### Physikalische Eigenschaften
Vanadium(IV)-fluorid kristallisiert in einer Schichtstruktur (monokline Symmetrie, Raumgruppe P21/n (Raumgruppen-Nr. 14, Stellung 2)), in der die Vanadiumionen oktaedrisch von Fluoridionen umgeben sind. Jedes VF6-Oktaeder ist über vier Ecken mit anderen Oktaedern verknüpft.

### Chemische Eigenschaften
Beim Erhitzen disproportioniert Vanadium(IV)-fluorid in Vanadium(III)-fluorid und Vanadium(V)-fluorid:
{\displaystyle \mathrm {2\ VF_{4}\longrightarrow VF_{3}+VF_{5}} }
Bei der Reaktion mit Säuren entsteht hochgiftiger Fluorwasserstoff, hier als Beispielsäure Salzsäure:
{\displaystyle \mathrm {VF_{4}+4\ HCl\longrightarrow VCl_{4}+4\ HF} }